# Troca de Esposas
Troca de Esposas é um reality show brasileiro produzido pela Teleimage e exibido pela Record de 14 de fevereiro de 2019 a 13 de setembro de 2023. É a versão brasileira do programa britânico Wife Swap, originalmente exibido entre 2003 e 2017 pelo Channel 4. Apesar da proposta parecida, difere do Troca de Família por ter um andamento diferente do programa e vir de outro formato.

## Produção
Em 26 de outubro de 2018 a imprensa noticiou que o Troca de Família voltaria ao ar no primeiro semestre de 2019. Logo após, no entanto, a emissora revelou que o programa não era um retorno de Troca de Família, mas sim uma versão inédita do britânico Wife Swap, originalmente exibido entre 2003 e 2017 pelo Channel 4, cujo ganhou o título brasileira de Troca de Esposas. Em 19 de janeiro foi confirmada a data de estreia para 14 de fevereiro sob apresentação de Ticiane Pinheiro.

### Diferenças com oTroca de Família
Apesar de parecidos no fato de trocarem duas mães de casa, os formatos do Troca de Família e do Troca de Esposas vieram de programa diferentes e com propostas diferentes – o primeiro era baseado no estadunidense Trading Spouses, da Fox, enquanto o segundo tinha como base o Wife Swap, do britânico Channel 4. No Troca de Família a nova mãe tinha liberdade para fazer o que quisesse, enquanto no Troca de Esposas ela devia seguir uma série de regras durante metade da semana; o segundo formato também prezava trocarem mães de vidas completamente diferentes; além disso, o primeiro envolvia dinheiro, 25 mil reais para cada família, cuja nova mãe era quem decidia no que seria usado.
Em 2004, nos Estados Unidos, a ABC obteve os direitos do reality e chegou a acusar a Fox de plágio, alegando que o Trading Spouses era uma cópia do Wife Swap, porém as duas entraram em um acordo e o formato de ambas pode ser comercializado separadamente.

## O programa
Duas mães de cidades, classe social e personalidade diferentes trocam de família por uma semana. Nos primeiros quatro dias a nova mãe deve seguir uma série de regras deixadas por escrito pela mãe original, porém nos outro quatro dias ela pode mudar completamente a rotina da casa e impor suas próprias regras, tendo a família que cumprir sem recusa. Durante este tempo as duas mães tem que se adequar às rotinas da outra, cuidando dos filhos, do trabalho, dos compromissos sociais, entre outras coisas. Antes de retornarem para a casa as duas mães se encontram para discutir os pontos que mudariam na família uma da outra e como foi o comportamento dos familiares.

## Episódios

### 1ª temporada (2019)
| Episódio | Título                                                | Exibição original       |
| -------- | ----------------------------------------------------- | ----------------------- |
| 1        | "Aritana Maroni x Nana Indigo"                        | 14 de fevereiro de 2019 |
| 2        | "Lilian Costa x Margareth Liz Marques"                | 21 de fevereiro de 2019 |
| 3        | "Faby Monarca x Miminha"                              | 28 de fevereiro de 2019 |
| 4        | "Drica Vilhena x Vanessa Anunciação"                  | 7 de março de 2019      |
| 5        | "Troca de Maridos: José Roberto Almeida x Mauro Piza" | 14 de março de 2019     |
| 6        | "Ana Paula Pereira x Adriana Horácio"                 | 21 de março de 2019     |
| 7        | "Fabíola Gadelha x Virgínia Iranzi"                   | 28 de março de 2019     |
| 8        | "Troca de Maridos: Wilson Moisés x Robson Rezende"    | 4 de abril de 2019      |
| 9        | "Janaína Pires x Letícia Troleiz"                     | 11 de abril de 2019     |
| 10       | "Troca de Maridos: Guga Noblat x Thiago Fidelis"      | 18 de abril de 2019     |
| 11       | "Katia Goulart x Lu BigQueen"                         | 25 de abril de 2019     |

### 2ª temporada (2020)
| Episódio | Título                                              | Exibição original       |
| -------- | --------------------------------------------------- | ----------------------- |
| 1        | "Flaviane Mautone x Renata Branco"                  | 5 de fevereiro de 2020  |
| 2        | "Troca de Maridos: Rafael Ilha x João Miranda"      | 12 de fevereiro de 2020 |
| 3        | "Vanessa Jackson x Letícia Santiago"                | 19 de fevereiro de 2020 |
| 4        | "Paula Pequeno x Fabiana Escobar"                   | 26 de fevereiro de 2020 |
| 5        | "Debby Lagranha x Marli Soares"                     | 4 de março de 2020      |
| 6        | "Troca de Maridos: Marlon x Ivan Lemischka"         | 11 de março de 2020     |
| 7        | "Cristiane Maravilha x Sueli Oliveira"              | 18 de março de 2020     |
| 8        | "Andréia Sorvetão x Tati Marigo"                    | 17 de junho de 2020     |
| 9        | "Troca de Maridos: Eros Prado x Paulo Tá Ligado"    | 24 de junho de 2020     |
| 10       | "Troca de Maridos: Cláudio Campos x Thiago Ribeiro" | 1 de julho de 2020      |
| 11       | Kathy Castricini x Cristina Longhi                  | 8 de julho de 2020      |

### 3ª temporada (2023)
| Episódio | Título                                                | Exibição original                  |
| -------- | ----------------------------------------------------- | ---------------------------------- |
| 1        | Fran Grossi x Jaqueline JK                            | 24 e 25 de julho de 2023           |
| 2        | Andreia Andrade x Hellen Spanni                       | 31 de julho e 01 de agosto de 2023 |
| 3        | Catia Paganote x Vanessa Picco                        | 07 e 08 de agosto de 2023          |
| 4        | "Troca de Maridos: MC Marks x Túlio Martins"          | 14 e 15 de agosto de 2023          |
| 5        | Maria Antonia Russi x Fernanda Fabris                 | 21 e 22 de agosto de 2023          |
| 6        | Sabrinna Albert x Taísa Toledo                        | 28 e 29 de agosto de 2023          |
| 7        | "Troca de Maridos: Celso Junior x Francis Villaverde" | 04 e 05 de setembro de 2023        |
| 8        | Maíra Charken x Gisele Soares                         | 11 e 12 de setembro de 2023        |

## Outras aparições
Além de participarem do Troca de Esposas, alguns dos participantes passaram a competir em outros reality shows.
| Participante    | Edição TDE | Reality show        | Temp. | Colocação               |
| --------------- | ---------- | ------------------- | ----- | ----------------------- |
| Faby Monarca    | 1          | Power Couple Brasil | 4     | Eliminada – 13.º lugar  |
| Faby Monarca    | 1          | A Grande Conquista  | 1     | Desistente – 17.º lugar |
| Andréia Andrade | 3          | A Grande Conquista  | 2     |                         |
| Catia Paganote  | 3          | A Grande Conquista  | 2     |                         |

## Audiência
A primeira temporada estreou com 7,6 pontos de média e 10 de pico, elevando em 10% a audiência da emissora no horário.
A segunda temporada estreou com 6,9 pontos de média e 8 de pico.
A terceira temporada estreou com 4,5 pontos de média e 6,9 de pico, mantendo os índices do A Grande Conquista na faixa. O último episódio marcou 3,5 pontos.